# Химна Уједињеног Краљевства
„Боже, чувај краља“ (енгл. God Save the King) односно „Боже, чувај краљицу“ (енгл. God Save the Queen) је национална химна Уједињеног Краљевства од почетка 19. века. Првобитни текст је син Хенрија Кареја посветио свом оцу, док је порекло музике још увек нејасно. Неки извори воде на музичке композиторе као што су Џон Бал и Француз Жан-Баптист Лили или чак на неки непознати швајцарски војни марш. Прво званично извођење је било 28. септембра 1745. године у част краља Џорџа  а извео ју је Томас Арне. Годину дана пре тога, текст песме је био одштампан у књизи „Thecaurus Musicus“.
Музику ове песме су прихватиле и неке друге државе за химну (Лихтенштајн, до 1961. године, Швајцарска и Немачка од 1871. до 1918. године).

## Историја

### Историја мелодије
Порекло мелодије и даље није утврђено са сигурношћу, па је окружено легендама и спекулацијама. У Оксфордском музичком приручнику Перси Сколс је овој теми посветио око четири странице. Он указује на сличности с мелодијом једне старије црквене тужаљке, премда је ритам идентичан с ритмом голијардских песама, те наводи примере неколико таквих плесних мелодија које веома много личне на God Save the Queen. Сколсс наводи композицију Џона Бала (1619) која има много сличности са савременом мелодијом ове химне, у зависности од места акцидентала која се у то доба у неким случајевима нису записивала већ је остављано извођачу да одлучује о њима. Сколс такође указује на неколико композиција Хенрија Персела, од којих једна садржи почетне ноте модерне мелодије, аранжиране на речи химне God Save the Queen.
Прва објављена верзија данашње мелодије појављује се 1744. године у Thesaurus Musicus као нотна поставка за познату прву строфу. Песма је несумњиво добила на популарности током наредне године (са искрцавањем Чарлса Едварда Стјуарта). Свакако је била певана у лондонским позориштима 1745. године, када је, на пример, Томас Арн саставио нотни запис мелодије за позориште Друру Лејн.
У Сколсовој анализи помињу се и „неодрживе“ и „сумњиве“ тврдње, те „погрешне тврдње о америчком пореклу“. Међу таквим тврдњама су и следеће:
- Прича, прилично раширена у Француској, да је мелодију (Grand Dieu Sauve Le Roi) написао Жан-Баптист Лили да би прославио излечење Луја XIV.[2] Лили је написао мелодију на речи које је саставила војвоткиња од Бринона, а затим је мелодију украо Георг Фридрих Хендл. Преведена на латински под насловом Domine, salvum fac regem, ова је песма постала француска химна и то остала све до 1792. године (видети нотни запис доступан на интернету[3]). Према тој теорији, након битке код Калодена Хановерска династија усвојила је ову мелодију као британску химну. Сколс указује на велике хронолошке грешке које ову теорију чине неодрживом, те које упућују на то да та теорија представља фабрикацију из 19. века.[4]
- Џејмс Освалд. Он је један од могућих аутора Thesaurus Musicus-а па је свакако могао играти неку улогу у овој причи, али није довољно јак кандидат за истинског аутора мелодије.
- Др Хенри Кери. Сколс одбацује и његово ауторство, пре свега због тога што сам Кери никада тако нешто није тврдио. Осим тога, када је такву тврдњу изнео Керијев син 1795. године, њу је пратио и захтев за пензијом од британске владе по том основу. Треће, Керијев син је тврдио да је његов отац делове те песме написао 1745. године, премда је Кери умро још 1743. године. Такође су изнете тврдње да је ту композицију Кери први пут јавно извео током једне вечере 1740. године у част адмирала Едварда Вернона, који је био заузео шпанску луку Порто Бело (тада у Колумбији, данас у Панами) током Рата за Џенкинсово уво.

Сколс препоручује да би мелодију требало сматрати „традиционалном“ или „традиционалном, чија прва позната верзија подстиче од Џона Бала (1562—1628)". Збирка English Hymnal (музички уредник Ралф Воган Вилијамс) не наводи ауторство, већ једноставно каже "17. или 18. век".

### Историја текста
Израз Боже чувај краља (God save the King) је много старији од ове песме и налази се, на пример, на више места у Библији краља Џејмса. Сколс каже да је већ 1545. године израз God save the King био једна од лозинки Краљевске морнарице, при чему је очекивани одговор био Long to reign over us (Нека дуго влада над нама). Такође примећује да молитва која се читала у црквама приликом обележавања годишњица Барутне завере садржи речи који су можда бар делом представљали основу за другу строфу Растерај наше непријатеље... умањи њихову злобу и уништи њихове планове (Scatter our enemies... assuage their malice and confound their devices).
Године 1745. The Gentleman's Magazine је објавио песму Боже чувај нашег господара краља: Нова песма за двогласје ((God save our lord the king: A new song set for two voices). Ова верзија садржи прве три строфе које су наведене даље у тексту (уз мање варијације). Према традицији, сматра се да је прва изведба била 1745. године, када је песма певана у знак подршке краљу Џорџу II након пораза његове војске у бици код Престонпана од стране јакобитског претендента на енглески и шкотски престо, Чарлса Едварда Стјуарта, чије су се снаге претежно састојале од шкотских војника. Понекада се тврди, помало иронично, да се песма првобитно певала у знак подршке јакобитима: реч „пошаљи“ (send) у стиху „Пошаљи га као победника“ (Send him victorious) могла би имплицирати да је краљ заправо био одсутан. Такође постоје примери чаша из раног 18. века на којима је урезана једна верзија текста, а које су, како се чини, биле намењене за испијање здравице у част Џејмса II. Сколс узима у обзир ове могућности али сматра да су највероватније исти текст користиле и јакобитске и хановерске присталице, те да га је свака група упућивала свом краљу.
Око 1745. године антијакобитско осећање је дошло до изражаја у четвртој строфи, где се упућује молитва за успех војске Џорџа Вејда која се тада окупљала у Њукаслу. Ове речи су на кратко време задобиле популарност, премда се нису појавиле у верзији која је била објављена у The Gentleman's Magazine:
| Оригинал | Превод |
| --- | --- |
| Lord, grant that Marshal Wade, May by thy mighty aid, Victory bring. May he sedition hush and like a torrent rush, Rebellious Scots to crush, God save the King. | Господе, дај да маршал Вејд, уз Твоју свемоћну помоћ, победу донесе. Нека побуну утиша и као бујица појури, да побуњене Шкоте скрши, Боже чувај краља. |

Ова строфа је убрзо била поново испуштена, а свакако пре но што је песма постала прихваћена као британска државна химна током 1780-их и 1790-их година. Упркос кратком постојању ове строфе, она се још увек наводи као разлог због кога се ова песма може сматрати увредљивом када се пева у неким деловима Шкотске. Било је још доста покушаја током 18. и 19. века да се додају нове строфе како би се обележили неки појединачни догађаји од значаја за британску монархију или државу. На пример, када су јакобитске снаге заобишле Вејдову војску и дошле до Дарбија, али се затим повукле те када се њихов гарнизон у Карлајлу предао једној другој владиној војсци на чијем се челу налазио син краља Џорџа, Вилијам Август, војвода од Камберленда, додата је још једна строфа, према Фицроју Маклину. Међу осталим строфама које нису биле дугог века приметне су оне које изражавају антифранцуска осећања. Међутим, ниједна од ових строфа није опстала до 20. века.
Било је неколико покушаја да се песма побољша променом речи. У 19. веку развила се жива расправа о државној химни и чак и тада друга строфа се сматрала помало увредљивом. Наиме, поставило се питање о изразу „растерај њене непријатеље": неки су сматрали да ће снага парламента и круне више доћи до изражаја ако се реч „њене“ (her) замени речју „наше“ (our), док су други указивали на то да је теологија помало нејасна те предлагали као замену реч „твоје“ (thine). Сидни Г. Р. Колс написао је потпуно нову верзију, а исто је учинио и Кенон Ф. К. Харфорд. Године 1836. Вилијам Едвард Хиксон написао је четири алтернативне строфе, од којих су прва, трећа и четврта дате као прилог тексту државне химне у зборнику Енглисх Хумнал (где државна химна садржи само прву и трећу строфу оригиналног текста).

## Употреба у Комонвелту
Раније је ову песму као државну химну користила већина комонвелтских краљевстава, укључујући Аустралију, Канаду и Јамајку. У Аустралији је она замењена песмом Advance Australia Fair, у Канади песмом O Canada, а у Јамајци песмом Jamaica, Land We Love, премда је она и даље краљевска химна ових земаља те се изводи на званичним церемонијама којима присуствују чланови краљевске породице или њихови представници (генерални гувернер, гувернер или заменик гувернера).
У Канади песма God Save the Queen није званично проглашена краљевском химном, али се конвенцијом учврстила као таква, те се понекада на јавним свечаностима изводи заједно са званичном канадском химном O Canada. У Аустралији је песму God Save the Queen званично прогласио за краљевску химну генерални гувернер сир Нинијан Стефен 19. априла 1984. године. Истовремено, ова песма је и даље призната за једну од две званичне државне химне Новог Зеланда, заједно с песмом God Defend New Zealand, премда се у пракси више готово никада не изводи као државна химна.

## Остале употребе
God Save the King је била прва песма која се икада употребила као државна химна, премда је низоземска државна химна, Wilhelmus, по постанку старија. Због њеног успеха настало је неколико имитација, посебно у Француској а касније и у Немачкој. Прва немачка државна химна била је копија песма "God Save the King", при чему су речи биле промењене у Heil dir im Siegerkranz, али су се певале на исту мелодију као и британска химна. Та је мелодија била коришћена, а понегде и званично усвојена, за државну химну неколико других земља, укључујући Русију (до 1833), Шведску и Швајцарску.
То је такође и мелодија америчке патриотске песме Let Freedom Ring (познатије по свом првом стиху My Country, 'Tis of Thee), која је извођена током параде одржане приликом председничке инаугурације Џорџа Буша 20. јануара 2001. године. У Исланду се зове Eldgamla Ísafold. Ова се мелодија такође користи за норвешку краљевску химну Конгесанген. Рок састав Queen изводи песму "God Save the Queen" на крају свих својих концерата.
Ова се мелодија користи и за државну химну Лихтенштајна, Oben am jungen Rhein. Када је енглеска фудбалска репрезентација играла са лихтенштајнском током квалификација за европско фудбалско првенство 2004, два пута се изводила иста мелодија, што је изазвало и мању забуну међу публиком.
Мелодија песме "God save the Queen" и даље се користи као химнична мелодија у хришћанским црквама у различитим земљама. Уједињена методистичка црква у јужним америчким државама, Мексику и Латинској Америци, поред других деноминација (обично протестантских), употребљава ову мелодију. Хришћанска химна "Glory to God on High" се често пева на исту ову мелодију.

## Енглеска изворна химна
| Енглески оригинал | Дослован превод на српски |
|                   | Боже, чувај нашег милостивог краља, Живела наш племенит краљ, Боже, чувај краља! Пошаљи га победничког, срећног и величанственог, да дуго влада над нама, Боже, чувај краља! О, Господе наш Боже, дигни се, разбацај његове непријатеље и учини да пропадну; уништи њихову политику, осујети њихове подмукле трикове, Ка теби су усмерене наше наде, Боже, спаси све нас! Из ризница твојих најлепшим поклонима, буди милостив да заспеш њега, нека дуго влада; Нека брани наше законе, И увек дај нам разлог, да певамо срцем и гласом, Боже, чувај краља! Не у овој земљи само, већ нека се зна милост божија, од обале до обале, Господе, учини да народи виде, да људи треба да буду браћа, и створе једну породицу, преко целог света. Од сваког скривеног непријатеља, од удара убица из потаје, Боже, чувај краља! Изнад њега пружи своју руку, због Британије заштити, нашег оца, принца и пријатеља, Боже, чувај краља! Господе, учини да маршал Вејд, буде моћна помоћ, победу донеси! Нека ућутка устанак, и као моћна бујица, нека сломи бунтовне Шкоте, Боже, чувај краља! |

## Додатне строфе уКанади
3.